# Contea di Lincoln (Carolina del Nord)
La contea di Lincoln in inglese Lincoln County è una contea dello Stato della Carolina del Nord, negli Stati Uniti. La popolazione al censimento del 2000 era di 63 780 abitanti. Il capoluogo di contea è Lincolnton.